# Йоан I (Гаета)
Вижте пояснителната страница за други личности с името Йоан I.
Йоан I (Ioan I; † 933 или 934) e вторият hypatos (консул), херцог на Гаета от своята династия, през 906 – 933 г.

## Биография
Той е син на Доцибилис I и Матрона.
От 867 г. Йоан I е корегент при баща си, през 877 г. той получава от византийския император Константин VII Багренородни титлата patricius.
Йоан I се присъединява към Християнската лига, организирана от папа Йоан X против сарацините. Той участва през 915 г. със своя син Доцибилис II в битката при Гариляно. След това Йоан I разширява владението си до Гариляно и получава от Византия титлата patricius. По-късно сам си дава титлата „княз“.